# Хајфонг
Хајфонг (виј. Thành phố Hải Phòng) је трећи по величини град у Вијетнаму. По подацима из 2014. имао је 1.976.000 милиона становника.

## Галерија
- Архитектура храма "Ду Ханг Пагода"
- Зграда опере
- Хајфонг Катедрала
- Међународни егзибициони центар у Хајфонгу